# Pauline Martin
Pauline Martin, född 9 april 2002  är en volleybollspelare (högerspiker). Hon spelar i Belgiens landslag och klubblaget Allianz MTV Stuttgart i Italien. Martin har tidigare spelat för olika belgiska, italienska och tyska klubbar.